# 北汉世祖皇后
北汉世祖皇后（?—?），五代十国时期北汉世祖刘崇的皇后，姓名不详。乾祐四年，後漢灭亡后，刘崇投靠辽朝称帝，依然用后汉乾祐年号，辽世宗派燕王述轧（即后来弑君的耶律察割拥立的耶律牒蜡）册命刘崇为大汉神武皇帝，妻子称皇后，刘崇改名劉旻。史载刘崇长子刘赟之子刘继文为刘崇嫡孙，故刘赟系刘崇皇后所出。